# Monte San Giovanni in Sabina
Monte San Giovanni in Sabina ist eine Gemeinde mit 647 Einwohnern (Stand 31. Dezember 2023) in der Provinz Rieti in der italienischen Region Latium.

## Geographie
Monte San Giovanni in Sabina liegt 76 km nördlich von Rom und 20 km südwestlich von Rieti auf einem Hügel in den Sabiner Bergen. Das Gemeindegebiet erstreckt sich über eine Höhendifferenz von 420 bis 1292 m s.l.m. Monte San Giovanni in Sabina ist Mitglied der Comunità Montana Montepiano Reatino.
Die Gemeinde befindet sich in der Erdbebenzone 2 (mittel gefährdet).
Die Nachbargemeinden sind Mompeo, Montenero Sabino, Rieti, Roccantica und Salisano.

### Verkehr
Der nächste Bahnhof ist in Contigliano an der Bahnstrecke Terni–Sulmona in 15 km Entfernung.

## Geschichte
Im Jahre 1240 vermachte Giovanna de Radolfis den Ort samt Poggio Perugino und Montenero an Napoleone Orsini, den Stammvater der Familienlinien von Tagliacozzo und Bracciano. Um 1610 verkauften die Orsini aus Geldmangel ihn an die Camera Apostolica. Im Jahre 1882 wurde ihm der Beiname in Sabina verliehen, um ihn von anderen Orten dieses Namens zu unterscheiden. Am 7. April 1944 fand in der Umgebung ein Feuerwechsel zwischen Soldaten der Division Hermann Göring und Partisanen statt.

## Bevölkerungsentwicklung
| Jahr      | 1861 | 1881 | 1901 | 1921 | 1936 | 1951 | 1971 | 1991 | 2001 |
| --------- | ---- | ---- | ---- | ---- | ---- | ---- | ---- | ---- | ---- |
| Einwohner | 1042 | 1172 | 1351 | 1350 | 1070 | 1013 | 626  | 665  | 728  |

Quelle: ISTAT

## Politik
Salvatore Mei (Lista Civica: Tra La Gente) wurde am 26. Mai 2019 zum neuen Bürgermeister gewählt.

## Sehenswürdigkeiten
- Die Pfarrkirche San Giovanni Evangelista wurde nach einem Erdbeben von 1650 wieder hergerichtet. Im Inneren sind eine Sacra Conversazione der Madonna mit Kind und den heiligen Johannes dem Evangelisten und Sebastianus aus dem Spätbarock, eine Rosenkranzmadonna und ein heiliger Michael aus derselben Epoche zu sehen. Dazu kommt die Grabplatte eines Ritters des toskanischen Ordens von Santo Stefano.
- Als Rest der früheren Burganlage ist ein hoher Turm erhalten, der als Uhrturm und Campanile der darunter befindlichen Kirche dient.
- Im Südosten von Monte San Giovanni ist die Kapelle San Sebastiano Martire vorhanden, die erstmals 1182 erwähnt wurde und das Gemälde einer Madonna della Latte bewahrt.
- Auf dem Gemeindegebiet gibt es zudem im Westen die Grotta di San Michele zu sehen, die als Kalksteinhöhle mit Stalaktiten versehen ist und die Fresken eines Erzengels Michael in Rüstung und der Madonna mit Kind neben einem Ziborium mit zwei Säulen enthält.